# Изовалин
Изовалин является органическим соединением, содержащим 5 атомов углерода.
Изовалин — это редкая аминокислота, попавшая на Землю с метеоритом Мерчисон (Мурчисонский метеорит), который упал в Австралии в 1969 году. Открытие изовалина в биосфере демонстрирует внеземное происхождение аминокислот и было связано с гомохиральностью жизни на Земле.
Структура изовалина аналогична аминокислотам ГАМК и глицину, главным ингибиторам нейротрансмиттеров в центральной нервной системе млекопитающих . Изовалин действует как обезболивающее средство у мышей, активируя периферические ГАМК В -рецепторы. В мышиной модели остеоартрита изовалин восстанавливал подвижность, предполагая ингибирование ноцицепции изовалином в синовиальной мембране колена мыши.
Изовалин не проникает через гематоэнцефалический барьер и не проникает в головной или спинной мозг. 
Изовалин действует ниже по отношению к циклооксигеназной системе, которую ингибируют НПВП , предлагая средства, позволяющие избежать побочных эффектов, таких как раздражение желудочно-кишечной системы.
Это новое первое в своем классе соединение обладает потенциалом для лечения острой и хронической боли без негативных побочных эффектов, связанных с другими обычно применяемыми анальгетиками.